# Aspidifrontia pulverea
Aspidifrontia pulverea là một loài bướm đêm trong họ Noctuidae.